# Van Alstyne
Van Alstyne è un centro abitato degli Stati Uniti d'America, situato nella contea di Collin dello Stato del Texas. Fa parte dell'area metropolitana di Sherman–Denison.

## Geografia fisica
Van Alstyne è situata a 33°25′26″N 96°34′43″W (33.423911, -96.578730).
According to the United States Census, ha un'area totale di 3,4 miglia quadrate (8.8 km²).

## Società

### Evoluzione demografica
Secondo il censimento del 2010 c'erano 3.046 persone, 1114 nuclei familiari e 832 famiglie residenti nella città.
La composizione etnica della città era formata dall'88,7% di bianchi, il 4,50% di afroamericani, .8% di nativi americani, lo 0,7% di asiatici, il 3,7% di altre razze, e il 2,1% di due o più etnie. Ispanici o latinos di qualunque razza erano il 9,4% della popolazione.
C'erano 1114 nuclei familiari di cui il 37,9% aveva figli di età inferiore ai 18 anni, il 57% erano coppie sposate conviventi, il 12,8% aveva un capofamiglia femmina senza marito, il 4,8% aveva un capofamiglia maschio senza moglie, e il 25,3% erano non-famiglie. Il 22,4% di tutti i nuclei familiari erano made up of householders living alone e il 2,0% had a male living alone who was 65 anni of age o older, l'8,9% had a female living alone who was 65 anni of age o older . Il numero di componenti medio di un nucleo familiare era di 2,69 e quello di una famiglia era di 3,5.
La popolazione era composta dal 30,5% under the age of 19, il 4,9% di 19 to 24, il 24,5% di persone dai 25 ai 44 anni, il 25% di persone dai 45 ai 64 anni, e il 14,0% di persone di 65 anni o più. The median age was 38.2 anni. Per ogni 100 femmine c'erano 96,2 maschi. Per ogni 100 femmine, c'erano 96,2 maschi.
Il reddito medio di un nucleo familiare era di 51.450 dollari, e quello di una famiglia era di 69.773 dollari. Circa il 9,5% delle famiglie e il 10,4% della popolazione erano sotto la soglia di povertà, incluso il 9,6% di persone sotto i 18 anni e il 13,0% di persone di 65 anni o più. Source: U.S. Census Bureau, 2007-2011 American Community Survey
La popolazione era di 3.046 persone al censimento del 2010.